# 锐齿凤仙花
锐齿凤仙花（学名：Impatiens arguta）为凤仙花科凤仙花属的植物。分布在不丹、印度、缅甸、锡金、尼泊尔以及中国大陆的云南、西藏、四川等地，生长于海拔1,850米至3,200米的地区，多生长在河谷灌丛草地、林下潮湿处以及水沟边，目前尚未由人工引种栽培。